# Station Jonzac
Station Jonzac is een spoorwegstation in de gemeente Jonzac in het Franse departement Charente-Maritime.